# Хадзиконстандис (канонерская лодка)
 Капитан-лейтенант Михаил Хадзиконстандис (греч.  Πλωτάρχης Μιχαήλ Χατζηκωνσταντής), изначально американский PGM-29, до того американский PC 1565 — греческая канонерская лодка. Приняла участие в Гражданской войне в Греции. Принадлежала к группе 24 американских сторожевых артиллерийских катеров типа PGM-9 (англ. PGM-9 class motor gunboats), в свою очередь выделенных из большой серии (343 единицы) американских охотников типа PC-461 (англ. PC-461 class submarine chasers).

## В составе флота США
Канонерская лодка  Капитан-лейтенант Михаил Хадзиконстандис была построена на верфи  Leatham D. Smith Shipbuilding Co., Sturqeon Bay, Wisc.
Строительство корабля началось 11 мая 1944 года.
Спуск состоялся 16 июля 1944 года.
В составе американского флота с 30 октября 1944 года.
Первоначально корабль принадлежал серии охотников класса PC-461, но затем, в числе 24 кораблей серии, прошёл модификацию и был переведен в серию канонерок класса PGM-9 (PGM-9 class motor gunboats).
6 сентября 1947 года, в разгар Гражданской войны в Греции, корабль, в числе ещё 5 однотипных кораблей, был передан королевскому военно-морскому флоту Греции.

## В составе королевского флота Греции
Греческий флаг был поднят 11 декабря 1947 года в Норфолке.
Корабль прибыл на основную базу греческого флота на острове Саламин 19 марта 1948 года.
Получил имя командира подводной лодки Протей (Y-3), капитан-лейтенанта Михаила Хадзиконстандиса, погибшего вместе с экипажем при выполнении боевого задания, 29 декабря 1940 года.
Одновременно королевский флот принял ещё 5 однотипных корабля: «Блессас », «Пезопулос», «Мелетопулос», «Ласкос» и «Арсланоглу».
Все канонерские лодки серии, в силу изрезанности береговой линии Греции, были задействованы для огневой поддержки королевской армии, в военных действиях против партизан Демократической армии.
По окончании гражданской войны канонерки серии использовались для патрулирования вокруг островов восточной части Эгейского моря.
В силу своего возраста и состояния корабль был выведен из состава флота 10 июля 1976 года.
Однако 1 октября 1977 года когда однотипная канонерка «Пезопулос» села на мель, вновь была введена в состав флота.
Окончательно выведена из состава флота 20 июля 1979 года.